# Scolia sexmaculata sexmaculata
Scolia sexmaculata sexmaculata é uma subespécie de insetos himenópteros, mais especificamente de vespas pertencente à família Scoliidae.
A autoridade científica da subespécie é O. F. Muller, tendo sido descrita no ano de 1766.
Trata-se de uma subespécie presente no território português.